# كأس ألمانيا 1988–89
كأس ألمانيا 1988–89 (بالألمانية: DFB-Pokal 1988/89)‏ هو الموسم 46 من كأس ألمانيا. أشرف على تنظيمه اتحاد ألمانيا لكرة القدم، وكان عدد الأندية المشاركة فيه 64، وفاز فيه بوروسيا دورتموند.